# Raïon de Medvejiegorsk
Raïon de Karhumäki
Le raïon de Medvejiegorsk (russe : Медвежьего́рский райо́н) ou raïon de Karhumäki (en carélien : Karhumäen piiri) est l'un des seize raïons de la république de Carélie en Russie européenne. Le service fédéral des statistiques lui attribue le code OKATO 86 224.

## Géographie

### Situation
Le raïon de Medvejiegorsk se trouve au nord du lac Onega, au sud-est il est bordé par le raïon de Poudoj, au sud-ouest par le raïon de Kontupohja, à l'ouest par le raïon de Mujejärvi et au nord par le raïon de Segueja ainsi que par l'oblast d'Arkhangelsk. 

La superficie du raïon est de 13 695 km2, soit 7,6 % du territoire de la république.Son centre administratif est Medvejiegorsk. 

### Relief et hydrographie
Le relief est majoritairement plat, avec quelques petites collines. Le raïon compte environ de 250 lacs et rivières, et le territoire est très riche en eau. Les principaux lacs sont le Segozero et le lac Onega, avec pour ce dernier la baie de Povenets et la baie du Zaonégié. C'est dans le Zaonégié que se trouve le nombre le plus important de lacs. Les plus grandes rivières sont la Vyg (longue de 141 km) ; la Voloma (longue de 141 km) ; la Koumsa (longue de 53 km) et la Vitchka (longue de 28 km).

### Climat
Le climat du raïon est assez doux, faisant transition entre le climat continental et le climat océanique. La température moyenne en janvier est de −12 °C, celle en juillet est de +15,8 °C.

### Voies de communication et transports

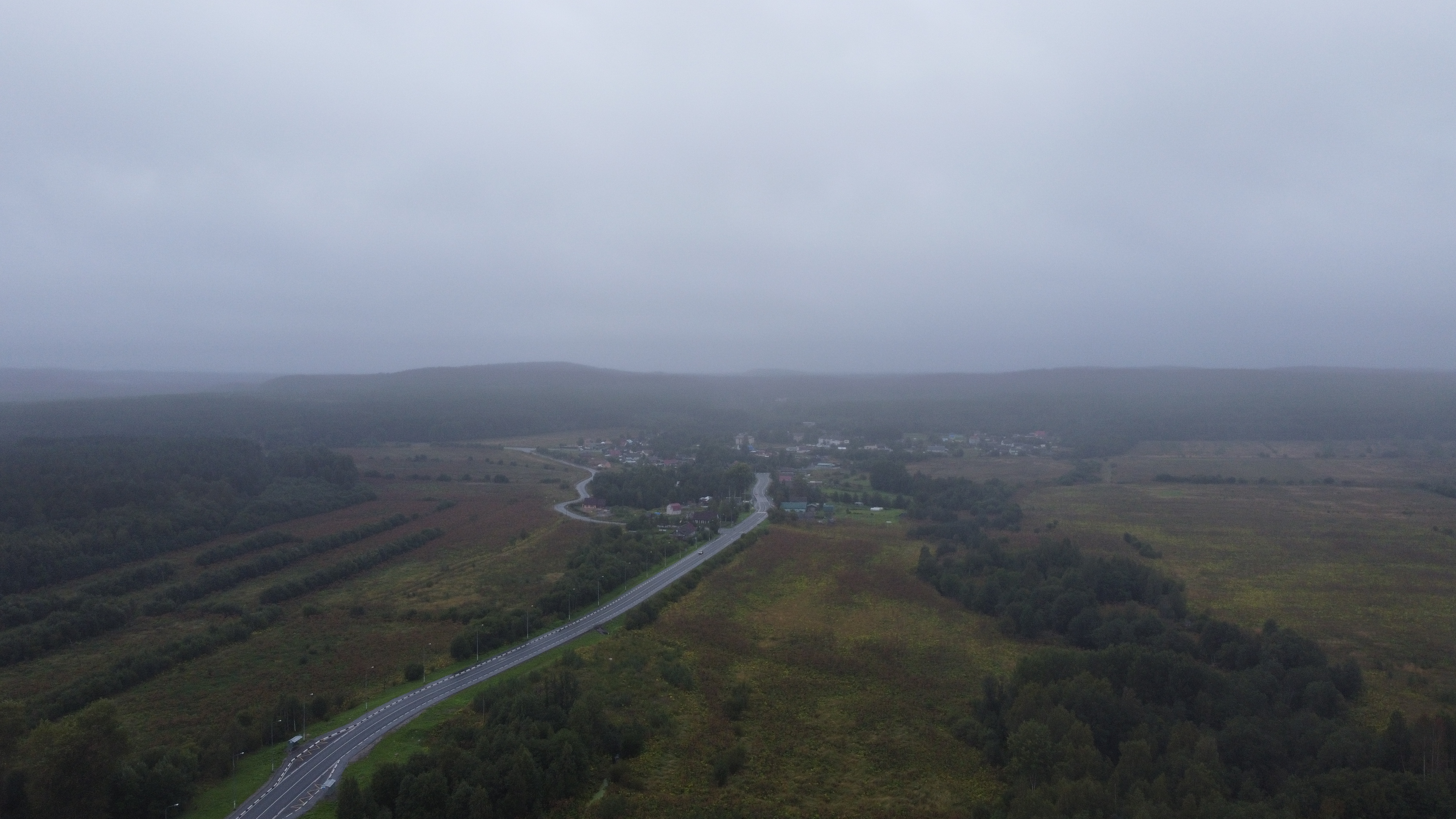
Route fédérale A119.

Le raïon est traversée par les voies de communication reliant l'oblast de Mourmansk à Saint-Pétersbourg et plus loin vers les régions du centre de la Russie. Concernant le transport ferroviaire, il a la voie ferrée de Mourmansk reliant Mourmansk à Saint-Pétersbourg, dont la gare principale du raïon est celle de Medvejiegorsk. La longueur totale des voies ferrées à travers le raïon est de 60 km.
Le réseau routier du raïon est composée de 303,4 km de routes, dont 215,1 km sont asphaltés. Le raïon est traversé par la route fédérale R21, reliant Saint-Pétersbourg et Mourmansk. Il y a aussi la route fédérale A119 reliant Medvejiegorsk à Vologda. 
Enfin, le raïon est traversé par le canal de la mer Blanche, reliant la mer Blanche à la mer Baltique, en passant en partie par le lac Onega. Ce canal est connecté hors du raïon à la voie navigable Volga-Baltique. La longueur totale du canal est de 227 km, dont 45 km qui sont situés sur le territoire du raïon de Medvejiegorsk.

## Histoire

### Colonisation de la région
Les populations les plus anciennes du territoire étaient les Samis (aussi nommés Lapons). C'est vers la fin du Ier et au début du IIe millénaire av. J.-C. que les anciens Vepses et Caréliens se sont installés. Enfin, les Slaves et les Finnois de la Baltique sont arrivés dans la région aux XIIIe et XIVe siècles.  Les routes commerciales des Novgorodiens vers le nord (la mer Blanche) traversaient la région au moyen-âge.

### Tsarat et Empire de russie
En 1582, le pogost de Padany est mentionné pour la première fois.
Le territoire est divisé en trois régions historiques : le Segozerié autour du lac Segozero dans le nord-ouest, la Vygoretsia dans le nord-est, et le Zaoniégé, une péninsule s'avançant dans le lac Onega au sud. Le Segozerié est la terre des Caréliens du Nord. La région a conservé le mode de vie, la langue et la culture traditionnelle, avec de nombreux villages avec l'architecture traditionnelle. La Vygoretsia est une région aux conditions rude, qui fut le centre des vieux-croyants du nord de la Russie, avec en particulier le monastèe de Vygoretsia, fondé en 1694 par eux. Au XVIIIe siècle, le monastère devint le centre spirituel du nord de la Russie européenne. En Zaoniégé se trouve le Pogost de Kiji, du XVIIIe et du XIXe siècle.
En 1702, sous l'ordre de Pierre le Grand, la route d'Ossoudarev a été construite à travers le territoire dans le but de prendre d'assaut forteresse suédoise de Noteburg pendant la Grande Guerre du Nord.

### Période soviétique
Un des symboles des répressions staliniennes se situe dans le raïon, le canal de la mer Blanche, un lieu de travaux forcés qui entraîna la mort de milliers de prisonniers.
Entre le 3 et le 10 janvier 1944 a eu lieu l'opération offensive de Medvejiegorsk (ru) pendant la guerre de Continuation, menée deux groupes opérationnels du front de Carélie, groupes sous les commandements de Guegorgi Vechtchezerki et Sergueï Trofimenko. Un certain nombre de localités de la région ont été prises par les Soviétiques à la suite de l'offensive.
En 1957, la radio arrive dans le territoire.

### Depuis 1991
En 1997, par décret du président du gouvernement de la république de Carélie, les marais de Kalegoubskoïe, du lac Lelikozero, du long de la rivière Lel, de Zamochié, de la baie de Petrikov et de Boïarchtchina sont devenus des monuments naturels.
La même année, un panneau commémoratif est érigé à Sandamorkh, où a été découvert l'enterrement de milliers de victimes des Grandes purges, et la construction d'un mémorial a commencé à cet endroit.

## Politique et administration

### Tendances politiques
| Scrutin             | 1er tour | 1er tour | 1er tour | 1er tour | 1er tour | 1er tour | 1er tour | 1er tour | 1er tour | 1er tour | 1er tour | 1er tour | 2d tour                  | 2d tour                  | 2d tour                  | 2d tour                  | 2d tour                  | 2d tour                  | 2d tour                  | 2d tour                  |
| Scrutin             | 1er      | 1er      | %        | 2e       | 2e       | %        | 3e       | 3e       | %        | 4e       | 4e       | %        | 1er                      | %                        | 2e                       | %                        | 3e                       | %                        | 4e                       | %                        |
| ------------------- | -------- | -------- | -------- | -------- | -------- | -------- | -------- | -------- | -------- | -------- | -------- | -------- | ------------------------ | ------------------------ | ------------------------ | ------------------------ | ------------------------ | ------------------------ | ------------------------ | ------------------------ |
| Présidentielle 2012 |          | ER       | 58,99    |          | KPRF     | 15,80    |          | SE       | 9,17     |          | LDPR     | 8,67     | Victoire au premier tour | Victoire au premier tour | Victoire au premier tour | Victoire au premier tour | Victoire au premier tour | Victoire au premier tour | Victoire au premier tour | Victoire au premier tour |
| Gouvernorale 2017   |          | ER       | 55,80    |          | SRZP     | 17,32    |          | KPRF     | 11,90    |          | LDPR     | 11,78    | Victoire au premier tour | Victoire au premier tour | Victoire au premier tour | Victoire au premier tour | Victoire au premier tour | Victoire au premier tour | Victoire au premier tour | Victoire au premier tour |
| Présidentielle 2018 |          | ER       | 71,80    |          | KPRF     | 12,29    |          | LDPR     | 9,90     |          | GRANI    | 1,36     | Victoire au premier tour | Victoire au premier tour | Victoire au premier tour | Victoire au premier tour | Victoire au premier tour | Victoire au premier tour | Victoire au premier tour | Victoire au premier tour |

### Administration
| Période                                  | Période                       | Identité | Étiquette | Qualité                                            |
| ---------------------------------------- | ----------------------------- | -------- | --------- | -------------------------------------------------- |
|                                          |                               |          |           |                                                    |
|                                          |                               |          |           |                                                    |
| 31 mars 2020                             | En cours (au 18 février 2024) |          |           | Judoka, vice-ministre des Sports de la République, |
| Les données manquantes sont à compléter. |                               |          |           |                                                    |

### Municipalités
Le raïon municipal de Medvejiegorsk comprend 9 municipalités, dont 3 établissements urbains et 6 établissements ruraux,:
| N° | Municipalité                          | Centre administratif | Nombre de localités | Population (2023) | Superficie (km²) |
| -- | ------------------------------------- | -------------------- | ------------------- | ----------------- | ---------------- |
| 1  | Établissement urbain de Medvejiegorsk | Medvejiegorsk        | 4                   | 11 964            | 324,68           |
| 2  | Établissement urbain de Pindouchi     | Pindouchi            | 9                   | 4254              | 762.36           |
| 3  | Établissement urbain de Povenets      | Povenets             | 18                  | 2755              | 1900,00          |
| 4  | Établissement rural de Velikaïa Gouba | Velikaïa Gouba       | 38                  | 1595              | 1387.30          |
| 5  | Établissement rural de Padany         | Padany               | 12                  | 815               | 374,00           |
| 6  | Établissement rural de Tolvouïa       | Tolvouïa             | 18                  | 964               | 496,80           |
| 7  | Établissement rural de Tchiobino      | Tchiobino            | 11                  | 134               | 1500,00          |
| 8  | Établissement rural de Tchiolmouji    | Tchiolmouji          | 6                   | 655               | 2864.00          |
| 9  | Établissement rural de Chounga        | Chounga              | 31                  | 795               | 400,00           |

### Localités
Il y a 147 localités dans le raïon de Medvejiegorsk (dont 6 localités incluses dans une ville ou un village),,,. Il y a 105 hameaux, 21 possioloks, 5 gares, 3 villages, 2 communes urbaines et 1 ville.
| №   | Nom russe transcrit | Nom russe           | Nom carélien        | Nom finnois | Statut          | Population (2013) | Municipalité                          |
| --- | ------------------- | ------------------- | ------------------- | ----------- | --------------- | ----------------- | ------------------------------------- |
| 1   | Ajepnavolok         | Ажепнаволок         |                     | Ažepnavolok | hameau          | 2                 | Établissement rural de Chounga        |
| 2   | Akhvenlambi         | Ахвенламби          | Ahvenlambi          | Ahvenlambi  | possiolok       | 129               | Établissement rural de Padany         |
| 3   | Batova              | Батова              |                     | Batova      | hameau          | 5                 | Établissement rural de Chounga        |
| 4   | Belokhino           | Белохино            |                     | Belohino    | hameau          | 0                 | Établissement rural de Tolvouïa       |
| 5   | Bereg               | Берег               |                     | Bereg       | hameau          | 3                 | Établissement rural de Tolvouïa       |
| 6   | Berejnaïa           | Бережная            |                     | Berežnaja   | hameau          | 20                | Établissement rural de Chounga        |
| 7   | Bolnitchny          | Больничный          |                     |             | possiolok       | 55                | Établissement rural de Velikaïa Gouba |
| 8   | Bolnitchny          | Больничный          |                     |             | possiolok       | 24                | Établissement rural de Chounga        |
| 9   | Bolchaïa Niva       | Большая Нива        |                     |             | hameau          | 0                 | Établissement rural de Tolvouïa       |
| 10  | Bolchaïa Selga      | Большая Сельга      | Kurikanselgä        |             | possiolok       | 0                 | Établissement rural de Tchiobino      |
| 11  | Bor                 | Бор                 |                     |             | hameau          | 8                 | Établissement rural de Tolvouïa       |
| 12  | Bor-Poudantsev      | Бор-Пуданцев        |                     |             | hameau          | 95                | Établissement rural de Chounga        |
| 13  | Boiarchtchina       | Боярщина            |                     |             | hameau          | 0                 | Établissement rural de Velikaïa Gouba |
| 14  | Vanzozero           | Ванзозеро           |                     |             | possiolok       | 0                 | Établissement urbain de Pindouchi     |
| 15  | Vassilievo          | Васильево           |                     |             | hameau          | 5                 | Établissement rural de Velikaïa Gouba |
| 16  | Velikaïa Gouba      | Великая Губа        |                     |             | possiolok       | 0                 | Établissement urbain de Pindouchi     |
| 17  | Velikaïa Gouba      | Великая Губа        |                     |             | village         | 1035              | Établissement rural de Velikaïa Gouba |
| 18  | Velikaïa Niva       | Великая Нива        |                     |             | hameau          | 113               | Établissement rural de Velikaïa Gouba |
| 19  | Venguigora          | Венгигора           | Vengivuara          |             | hameau          | 6                 | Établissement rural de Padany         |
| 20  | Verkhnieïe Volozero | Верхнее Волозеро    |                     |             | possiolok       | 90                | Établissement urbain de Povenets      |
| 21  | Verkhniaïa Putka    | Верхняя Путка       |                     |             | hameau          | 1                 | Établissement rural de Chounga        |
| 22  | Vigovo              | Вигово              |                     |             | hameau          | 0                 | Établissement rural de Velikaïa Gouba |
| 23  | Vitsino             | Вицино              |                     |             | hameau          | 3                 | Établissement rural de Tolvouïa       |
| 24  | Vitchka             | Вичка               |                     |             | possiolok       | 184               | Établissement urbain de Medvejiegorsk |
| 25  | Vitchka             | Вичка               |                     |             | gare            | 124               | Établissement urbain de Pindouchi     |
| 26  | Voznitsy            | Возрицы             |                     |             | possiolok       | 57                | Établissement rural de Tchiolmouji    |
| 27  | Vorobi              | Воробьи             |                     |             | hameau          | 1                 | Établissement rural de Velikaïa Gouba |
| 28  | Vyrozero            | Вырозеро            |                     |             | hameau          | 18                | Établissement rural de Tolvouïa       |
| 29  | Gabselga            | Габсельга           |                     |             | hameau          | 3                 | Établissement urbain de Povenets      |
| 30  | Golikovo            | Голиково            |                     |             | hameau          | 0                 | Établissement rural de Velikaïa Gouba |
| 31  | Gorskaïa            | Горская             |                     |             | hameau          | 0                 | Établissement rural de Chounga        |
| 32  | Danilovo            | Данилово            |                     |             | hameau          | 5                 | Établissement rural de Tchiolmouji    |
| 33  | Derigouzovo         | Деригузово          |                     |             | hameau          | 0                 | Établissement rural de Chounga        |
| 34  | Ievgora             | Евгора              | Jouhivuara          |             | possiolok       | 36                | Établissement rural de Padany         |
| 35  | Ieglovo             | Еглово              |                     |             | hameau          | 0                 | Établissement rural de Velikaïa Gouba |
| 36  | Iekimovo            | Екимово             |                     |             | hameau          | 0                 | Établissement rural de Chounga        |
| 37  | Iersenevo           | Ерсенево            |                     |             | hameau          | 5                 | Établissement rural de Velikaïa Gouba |
| 38  | Zagoubié            | Загубье             |                     |             | hameau          | 5                 | Établissement rural de Tolvouïa       |
| 39  | Zagoubié            | Загубье             |                     |             | hameau          | 0                 | Établissement rural de Tchiobino      |
| 40  | Zajoguinskaïa       | Зажогинская         |                     |             | hameau          | 0                 | Établissement rural de Tolvouïa       |
| 41  | Zaretchié           | Заречье             |                     |             | hameau          | 1                 | Établissement rural de Tolvouïa       |
| 42  | Ionina Gora         | Ионина Гора         |                     |             | hameau          | 0                 | Établissement rural de Chounga        |
| 43  | Kazma               | Кажма               |                     |             | hameau          | 104               | Établissement rural de Chounga        |
| 44  | Karelskaïa Masselga | Карельская Масельга | Karjalan Muaselgä   |             | hameau          | 4                 | Établissement rural de Tchiobino      |
| 45  | Karzikozero         | Карзикозеро         | Karzikkoselgä       |             | hameau          | 6                 | Établissement rural de Tchiobino      |
| 46  | Keftenitsa          | Кефтеницы           |                     |             | hameau          | 2                 | Établissement rural de Chounga        |
| 47  | Kiji                | Кижи                |                     |             | hameau          | 1                 | Établissement rural de Velikaïa Gouba |
| 48  | Klementievskaïa     | Клементьевская      |                     |             | hameau          | 4                 | Établissement rural de Velikaïa Gouba |
| 49  | Korobeïnikovo       | Коробейниково       |                     |             | hameau          | 2                 | Établissement rural de Chounga        |
| 50  | Korovnikovo         | Коровниково         |                     |             | hameau          | 6                 | Établissement rural de Chounga        |
| 51  | Kosmozero           | Космозеро           |                     |             | hameau          | 141               | Établissement rural de Velikaïa Gouba |
| 52  | Krivonogovskaïa     | Кривоноговская      |                     |             | hameau          | 8                 | Établissement rural de Tolvouïa       |
| 53  | Kouzaranda          | Кузаранда           |                     |             | hameau          | 95                | Établissement rural de Tolvouïa       |
| 54  | Koumsa-2            | Кумса-2             |                     |             | possiolok       | 83                | Établissement rural de Tchiobino      |
| 55  | Kourguenitsy        | Кургеницы           |                     |             | hameau          | 2                 | Établissement rural de Velikaïa Gouba |
| 56  | Kiarzino            | Кярзино             |                     |             | hameau          | 13                | Établissement rural de Velikaïa Gouba |
| 57  | Lambasroutcheï      | Ламбасручей         |                     |             | possiolok       | 445               | Établissement rural de Velikaïa Gouba |
| 58  | Lakhnovo            | Лахново             |                     |             | hameau          | 4                 | Établissement rural de Chounga        |
| 59  | Lebechtchina        | Лебещина            |                     |             | hameau          | 10                | Établissement rural de Tolvouïa       |
| 60  | Lobskoïe            | Лобское             |                     |             | hameau          | 4                 | Établissement urbain de Povenets      |
| 61  | Lobskoïe            | Лобское             |                     |             | possiolok       | 6                 | Établissement urbain de Povenets      |
| 62  | Longasst            | Лонгасы             |                     |             | hameau          | 17                | Établissement rural de Velikaïa Gouba |
| 63  | Loumboutchi         | Лумбуши             |                     |             | hameau          | 368               | Établissement urbain de Pindouchi     |
| 64  | Loumboutchozero     | Лумбушозеро         |                     |             | gare            | 0                 | Établissement urbain de Pindouchi     |
| 65  | Malaïa Niva         | Малая Нива          |                     |             | hameau          | 0                 | Établissement rural de Tolvouïa       |
| 66  | Malyga              | Малыга              |                     |             | gare            | 0                 | Établissement urbain de Pindouchi     |
| 67  | Masselga            | Масельгская         |                     |             | gare            | 20                | Établissement urbain de Pindouchi     |
| 68  | Maslozero           | Маслозеро           | Voijärvi            |             | hameau          | 176               | Établissement rural de Padany         |
| 69  | Medvedev            | Медведева           |                     |             | hameau          | 0                 | Établissement rural de Chounga        |
| 70  | Medvejiegorsk       | Медвежьегорск       | Karhumäki           |             | ville           | 11 737 (pop 2023) | Établissement urbain de Medvejiegorsk |
| 71  | MMS                 | ММС                 |                     |             | possiolok       | 54                | Établissement rural de Chounga        |
| 72  | Morskaïa Masselga   | Морская Масельга    |                     |             | possiolok       | 1                 | Établissement urbain de Povenets      |
| 73  | Moustova            | Мустова             |                     |             | hameau          | 0                 | Établissement rural de Chounga        |
| 74  | Miandousselga       | Мяндусельга         | Mändyselgä, Suvipiä |             | hameau          | 0                 | Établissement rural de Tchiobino      |
| 75  | Nemino-3            | Немино-3            |                     |             | possiolok       | 77                | Établissement rural de Tchiolmouji    |
| 76  | Nikitinskaïa        | Никитинская         |                     |             | hameau          | 4                 | Établissement rural de Tolvouïa       |
| 77  | Nikonova Gouba      | Никонова Губа       |                     |             | hameau          | 4                 | Établissement rural de Chounga        |
| 78  | Novaïa Gabselga     | Новая Габсельга     |                     |             | possiolok       | 234               | Établissement urbain de Povenets      |
| 79  | Nosonovchtchina     | Носоновщина         |                     |             | hameau          | 4                 | Établissement rural de Velikaïa Gouba |
| 80  | Ogorelychi          | Огорелыши           |                     |             | possiolok       | 172               | Établissement rural de Tchiolmouji    |
| 81  | Onejeny             | Онежены             |                     |             | hameau          | 2                 | Établissement rural de Chounga        |
| 82  | Ontova              | Онтова              |                     |             | hameau          | 5                 | Établissement rural de Chounga        |
| 83  | Ostretchié          | Остречье            | Ahvenjärvi          |             | hameau          | 14                | Établissement rural de Tchiobino      |
| 84  | Padany              | Паданы              | Puatene             |             | village         | 800               | Établissement rural de Padany         |
| 85  | Padmozero           | Падмозеро           |                     |             | hameau          | 74                | Établissement rural de Tolvouïa       |
| 86  | Padoun              | Падун               |                     |             | possiolok       | 72                | Établissement rural de Tchiobino      |
| 87  | Paltega             | Палтега             |                     |             | hameau          | 23                | Établissement rural de Velikaïa Gouba |
| 88  | Patanevchtchina     | Патаневщина         |                     |             | hameau          | 2                 | Établissement rural de Velikaïa Gouba |
| 89  | Patrovo             | Патрово             |                     |             | hameau          | 55                | Établissement rural de Velikaïa Gouba |
| 90  | Pervié Garnitsy     | Первые Гарницы      |                     |             | hameau          | 8                 | Établissement rural de Velikaïa Gouba |
| 91  | Pergouba            | Пергуба             |                     |             | gare            | 48                | Établissement urbain de Medvejiegorsk |
| 92  | Perkhina            | Перхина             |                     |             | hameau          | 3                 | Établissement rural de Chounga        |
| 93  | Petry               | Петры               |                     |             | hameau          | 0                 | Établissement rural de Velikaïa Gouba |
| 94  | Pindouchi           | Пиндуши             |                     |             | commune urbaine | 3842 (pop 2023)   | Établissement urbain de Pindouchi     |
| 95  | Pitomink            | Питомник            |                     |             | possiolok       |                   | Établissement urbain de Medvejiegorsk |
| 96  | Plechki             | Плешки              |                     |             | hameau          | 1                 | Établissement rural de Velikaïa Gouba |
| 97  | Poberejié           | Побережье           |                     |             | hameau          | 5                 | Établissement rural de Chounga        |
| 98  | Povenets            | Повенец             | Povenča             |             | commune urbaine | 1776 (pop 2023)   | Établissement urbain de Povenets      |
| 99  | Pogost              | Погост              |                     |             | hameau          | 1                 | Établissement rural de Padany         |
| 100 | Podgorskaïa         | Подгорская          |                     |             | hameau          | 13                | Établissement rural de Chounga        |
| 101 | Pokrovskoïe         | Покровское          | Kumšjärvi           |             | hameau          | 5                 | Établissement rural de Tchiobino      |
| 102 | Polia               | Поля                |                     |             | hameau          | 0                 | Établissement rural de Velikaïa Gouba |
| 103 | pri 1 chliouze BBK  | при 1 шлюзе ББК     |                     |             | possiolok       |                   | Établissement urbain de Povenets      |
| 104 | pri 2 chliouze BBK  | при 2 шлюзе ББК     |                     |             | possiolok       |                   | Établissement urbain de Povenets      |
| 105 | pri 3 chliouze BBK  | при 3 шлюзе ББК     |                     |             | possiolok       |                   | Établissement urbain de Povenets      |
| 106 | pri 4 chliouze BBK  | при 4 шлюзе ББК     |                     |             | possiolok       |                   | Établissement urbain de Povenets      |
| 107 | pri 5 chliouze BBK  | при 5 шлюзе ББК     |                     |             | possiolok       |                   | Établissement urbain de Povenets      |
| 108 | pri 7 chliouze BBK  | при 7 шлюзе ББК     |                     |             | possiolok       | 64                | Établissement urbain de Povenets      |
| 109 | pri 8 chliouze BBK  | при 8 шлюзе ББК     |                     |             | possiolok       | 28                | Établissement urbain de Povenets      |
| 110 | pri 9 chliouze BBK  | при 9 шлюзе ББК     |                     |             | possiolok       | 32                | Établissement urbain de Povenets      |
| 111 | Pourguino           | Пургино             |                     |             | hameau          | 1                 | Établissement rural de Velikaïa Gouba |
| 112 | Retchka             | Речка               |                     |             | hameau          | 0                 | Établissement rural de Velikaïa Gouba |
| 113 | Savinskaïa          | Савинская           |                     |             | hameau          | 23                | Établissement rural de Tolvouïa       |
| 114 | Salmagouba          | Салмагуба           |                     |             | hameau          | 1                 | Établissement urbain de Pindouchi     |
| 115 | Svetchnikovskaïa    | Свечниковская       |                     |             | hameau          | 1                 | Établissement rural de Tolvouïa       |
| 116 | Selgui              | Сельги              | Sellinkylä          |             | hameau          | 52                | Établissement rural de Padany         |
| 117 | Semtchezero         | Семчезеро           | Semšjärvi           |             | hameau          | 0                 | Établissement rural de Tchiobino      |
| 118 | Sennaïa Gouba       | Сенная Губа         |                     |             | hameau          | 21                | Établissement rural de Velikaïa Gouba |
| 119 | Serguievo           | Сергиево            |                     |             | possiolok       | 272               | Établissement rural de Tchiolmouji    |
| 120 | Sigovo              | Сигово              |                     |             | hameau          | 1                 | Établissement rural de Chounga        |
| 121 | Sosnovka            | Сосновка            |                     |             | village         | 558               | Établissement urbain de Povenets      |
| 122 | Spirovka            | Спировка            |                     |             | hameau          | 0                 | Établissement rural de Velikaïa Gouba |
| 123 | Siargozero          | Сяргозеро           | Šärkijärvi          |             | hameau          | 11                | Établissement rural de Padany         |
| 124 | Tambitsy            | Тамбицы             |                     |             | hameau          | 8                 | Établissement rural de Velikaïa Gouba |
| 125 | Teliatnikovo        | Телятниково         |                     |             | hameau          | 4                 | Établissement rural de Velikaïa Gouba |
| 126 | Terekhovo           | Терехово            |                     |             | hameau          | 0                 | Établissement rural de Velikaïa Gouba |
| 127 | Termany             | Терманы             | Tervamua            |             | hameau          | 17                | Établissement rural de Padany         |
| 128 | Timokhovo           | Тимохово            |                     |             | hameau          | 1                 | Établissement rural de Chounga        |
| 129 | Tpinitsy            | Типиницы            |                     |             | hameau          | 19                | Établissement rural de Velikaïa Gouba |
| 130 | Tikhvine Bor        | Тихвин Бор          |                     |             | hameau          | 16                | Établissement urbain de Povenets      |
| 131 | Tolvouïa            | Толвуя              |                     |             | hameau          | 972               | Établissement rural de Tolvouïa       |
| 132 | Ouzkié              | Узкие               |                     |             | hameau          | 0                 | Établissement rural de Velikaïa Gouba |
| 133 | Fedotovo            | Федотово            |                     |             | hameau          | 1                 | Établissement rural de Chounga        |
| 134 | Fominskaïa          | Фоминская           |                     |             | hameau          | 14                | Établissement rural de Chounga        |
| 135 | Khachezero          | Хашезеро            |                     |             | hameau          | 1                 | Établissement rural de Chounga        |
| 136 | Khizozero           | Хижозеро            |                     |             | possiolok       | 2                 | Établissement urbain de Povenets      |
| 137 | Tchiobino           | Чёбино              | Čobene              |             | hameau          | 94                | Établissement rural de Tchiobino      |
| 138 | Tchiolmouji         | Чёлмужи             |                     |             | hameau          | 508               | Établissement rural de Tchiolmouji    |
| 139 | Tcherkassy          | Черкасы             |                     |             | hameau          | 1                 | Établissement rural de Chounga        |
| 140 | Chalgovaara         | Шалговаара          | Šalgovuara          |             | hameau          | 4                 | Établissement rural de Padany         |
| 141 | Chalgovaara         | Шалговаара          | Šalgovuara          |             | possiolok       | 214               | Établissement rural de Padany         |
| 142 | Chiltia             | Шильтя              |                     |             | hameau          | 0                 | Établissement rural de Velikaïa Gouba |
| 143 | Chiunga             | Шуньга              |                     |             | hameau          | 548               | Établissement rural de Chounga        |
| 144 | Chtchepino          | Щепино              |                     |             | hameau          | 2                 | Établissement rural de Velikaïa Gouba |
| 145 | Ioukkogouba         | Юккогуба            | Prokkol’a           |             | hameau          | 1                 | Établissement rural de Padany         |
| 146 | Iamka               | Ямка                |                     |             | hameau          | 8                 | Établissement rural de Velikaïa Gouba |
| 147 | Iandomozero         | Яндомозеро          |                     |             | hameau          | 0                 | Établissement rural de Velikaïa Gouba |

## Population et société

### Démographie
Recensements (*) ou estimations de la population
| 1989*  | 2002*  | 2009   | 2010   |
| ------ | ------ | ------ | ------ |
| 47 301 | 38 388 | 34 571 | 31 864 |

| 2011   | 2013   | 2015   | 2017   |
| ------ | ------ | ------ | ------ |
| 31 734 | 30 281 | 29 202 | 28 278 |

| 2019   | 2021   | - | - |
| ------ | ------ | - | - |
| 27 520 | 26 475 | - | - |

### Éducation
En 2022, le raïon comptait 20 établissements scolaires, dont : 4 établissements préscolaires, 11 établissements secondaires généraux, 1 établissement secondaire professionnel, 3 établissements complémentaires et 1 établissement de formation sportive. Le raïon comptait 2 932 élèves dans les établissements du secondaire.

### Santé
En 2022, le raïon avait un seul hôpital, avec 157 lits. Mais il comptait aussi 3 polycliniques, 8 postes paramédicaux et maternités, et 1 service d'urgence. Il y avait en tout dans le raïon 64 médecins et 213 personnels paramédicaux.

## Économie

### Revenus de la population et emploi
Au 1er janvier 2023, le taux de chômage était de 1,8 %, et le salaire mensuel moyen était pour 2022 de 58 618,20 roubles. 

### Entreprises
Les principaux secteurs de l'économie sont l'exploitation minière, l'exploitation du bois et la transformation du bois, le secteur ferroviaire, l'industrie agroalimentaire, la pêche et la pisciculture. Le tourisme est en développement. Le raïon a exporté en 2022 1 601,0 millions de roubles de marchandises.
Les plus grandes entreprises sont Lobskoïe-5, Karbon-Shungit, Gorizont, l'usine de perre concassée de Medvejiegorsk, l'usine de construction de mât de Seïssyvarski, la Kolar DRSU et la Prionejskaïa Newtork Company.
Les entreprises se répartissent dans les divers secteurs économiques comme suit :
| Répartition                                                      | 2022 |
| ---------------------------------------------------------------- | ---- |
| Commerce de gros et de détail; réparation de véhicules           | 121  |
| Activités immobilières                                           | 76   |
| Transport et stockage                                            | 75   |
| Prestation d'autres types de services                            | 66   |
| Agriculture, foresterie, chasse, pêche et pisciculture           | 57   |
| Construction                                                     | 45   |
| Hôtellerie et restauration                                       | 41   |
| Administration publique et sécurité militaire ; sécurité sociale | 34   |
| Industries manufacturières                                       | 29   |
| Autres types d'activité économique                               | 164  |
| Total                                                            | 708  |

## Culture locale et patrimoine
Le raïon comptait en 2022 20 bibliothèques, 13 aires de loisirs, 3 musées, 1 salle de cinéma et 1 école d'art.

### Symbolisme
| Armoiries principales de Prague. | Armoiries actuelles du raïon de Medvejiegorsk, approuvées par le conseil du raïon de Medvejiegorsk le 22 mai 2018 et inscrites au registre héraldique d'État de la Fédération de Russie sous le no 11892 La description officielle des armoiries est « Dans un champ azur (bleu, cyan) se trouve une montagne dorée, surmontée au sommet de dômes en forme d'oignon, diminuant du centre vers les bords, chargée d'un ours noir qui marche. L'écu est surmonté d'une couronne municipale du modèle établi ». Les éléments des armoiries représentent des parties du raïon et des qualités. Ainsi, la montagne dorée avec ses dômes fait référence au nom de la région (gora signifiant « montagne ») ainsi qu'à l'architecture en bois de la région, en particulier le pogost de Kiji. La couleur or est un synonyme de force, générosité, du soleil, mais rappelle aussi l'architecture régionale qui est vue parmi les plus belles du pays. La couleur azur représente la paix, la beauté, mais aussi le lac Onega, qui baigne le raïon. Enfin, le couronne est un symbole à l'échelle du pays du raïon municipal. |